# Tertry
Tertry és un municipi francès situat al departament del Somme i a la regió dels Alts de França. L'any 2007 tenia 184 habitants.

## Demografia

### Població

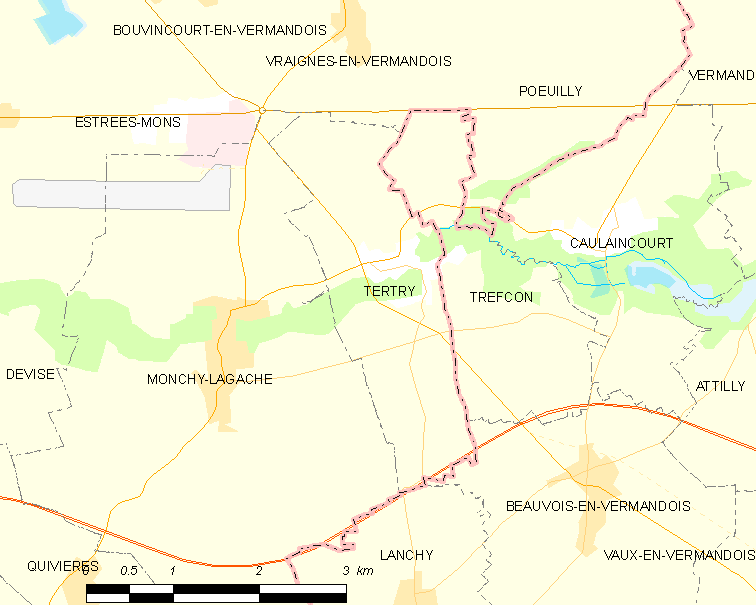
mapa del municipi

El 2007 la població de fet de Tertry era de 184 persones. Hi havia 64 famílies de les quals 12 eren unipersonals (8 homes vivint sols i 4 dones vivint soles), 20 parelles sense fills, 28 parelles amb fills i 4 famílies monoparentals amb fills.
La població ha evolucionat segons el següent gràfic:
Habitants censats

### Habitatges
El 2007 hi havia 90 habitatges, 68 eren l'habitatge principal de la família, 19 eren segones residències i 3 estaven desocupats. 82 eren cases i 4 eren apartaments. Dels 68 habitatges principals, 61 estaven ocupats pels seus propietaris i 7 estaven llogats i ocupats pels llogaters; 2 tenien dues cambres, 6 en tenien tres, 19 en tenien quatre i 41 en tenien cinc o més. 48 habitatges disposaven pel capbaix d'una plaça de pàrquing. A 26 habitatges hi havia un automòbil i a 36 n'hi havia dos o més.

### Piràmide de població
La piràmide de població per edats i sexe el 2009 era:
| Homes | Edats   | Dones |
| ----- | ------- | ----- |
| 0     | 95 o +  | 0     |
| 0     | 90 a 94 | 0     |
| 0     | 85 a 89 | 0     |
| 0     | 80 a 84 | 8     |
| 0     | 75 a 79 | 4     |
| 0     | 70 a 74 | 4     |
| 0     | 65 a 69 | 0     |
| 4     | 60 a 64 | 0     |
| 0     | 55 a 59 | 4     |
| 16    | 50 a 54 | 4     |
| 0     | 45 a 49 | 0     |
| 12    | 40 a 44 | 8     |
| 12    | 35 a 39 | 16    |
| 8     | 30 a 34 | 0     |
| 0     | 25 a 29 | 12    |
| 0     | 20 a 24 | 0     |
| 12    | 15 a 19 | 4     |
| 12    | 10 a 14 | 8     |
| 8     | 5 a 9   | 16    |
| 8     | 0 a 4   | 0     |

## Economia
El 2007 la població en edat de treballar era de 129 persones, 89 eren actives i 40 eren inactives. De les 89 persones actives 80 estaven ocupades (48 homes i 32 dones) i 9 estaven aturades (4 homes i 5 dones). De les 40 persones inactives 12 estaven jubilades, 10 estaven estudiant i 18 estaven classificades com a «altres inactius».

### Ingressos
El 2009 a Tertry hi havia 69 unitats fiscals que integraven 197 persones, la mediana anual d'ingressos fiscals per persona era de 17.391 €.

### Activitats econòmiques
L'únic establiment que hi havia el 2007 era d'una empresa classificada com a «altres activitats de serveis».

## Poblacions més properes
El següent diagrama mostra les poblacions més properes.